# 정수중학교
정수중학교(正修中學校)는 대한민국 충청북도 영동군 양산면 송호리에 있는 사립 중학교이다.

## 학교 연혁
- 1969년 : 학교법인 일곡학원 인가
- 1969년 : 정수중학교 6학급 인가
- 1970년 : 개교식, 초대 김상회 교장 취임
- 1970년 : 구교사로 이전
- 1986년 : 신축교사 준공
- 2017년 : 장성호 이사장 취임
- 2022년 10월 14일 : AI정보교육센터 개관
- 2023년 3월 1일 : 제7대 구홍서 교장 취임
- 2025년 1월 13일 : 제53회 졸업식(총 3,081명 졸업)
- 2025년 3월 4일 : 신입생 13명 입학

## 참고 자료
- 정수중학교 - 한국교육학술정보원 학교알리미